# Mathonville
Mathonville település Franciaországban, Seine-Maritime megyében. Lakosainak száma 339 fő (2022. január 1.). Mathonville Bosc-Bordel, Montérolier, Sainte-Geneviève, Sommery és Buchy községekkel határos.

## Népesség
A település népességének változása:
| Lakosok száma | 309  | 318  | 324  | 319  | 319  | 327  | 333  | 334  | 339  |
|               | 2013 | 2015 | 2016 | 2017 | 2018 | 2019 | 2020 | 2021 | 2022 |